# Soo
Soo (曽於市, Soo-shi) és una ciutat de la prefectura de Kagoshima, al Japó. El 2015 tenia una població estimada de 38.963 habitants.
Soo està situada en el nord-est de la prefectura de Kagoshima i al centre de la península d'Osumi, fent frontera amb Miyazaki i Miyakonojō de la prefectura de Miyazaki. La major part del municipi és muntanyós i forestal. Soo està situada en les proximitats dels volcans Shinmoedake i Sakurajima, dels quals rep cendra.
L'actual ciutat de Soo fou establerta l'1 de juliol de 2005 com a resultat de la unió dels pobles d'Ōsumi, Sueyoshi i Takarabe, tots del districte de Soo.